# Ben Gardane (delegación)
Ben Gardane es una delegación de la gobernación de Medenine en Túnez. En abril de 2014 tenía una población censada de 79 912 habitantes.
Se encuentra ubicada al sureste del país, cerca del golfo de Gabés (mar Mediterráneo) y de la frontera con Libia.

## divisiones administrativas
La Delegación se divide en doce imadas (con sus poblaciones en el censo de 2014):
| Imada            | Población (2014) | área       |
| ---------------- | ---------------- | ---------- |
| Ben Gardane Nord | 6708             | 8 km²      |
| Ben Gardane Sud  | 7160             | 7 km²      |
| Essayah          | 8312             | 170 km²    |
| Jamila           | 6173             | 155 km²    |
| El Moamarat      | 7038             | 482 km²    |
| El Amria         | 9970             | 1600 km²   |
| Ettabaï          | 6886             | 1078 km²   |
| Jallel           | 11 739           | 98 km²     |
| Ourasnia         | 8421             | 137 km²    |
| Chareb Errajel   | 4108             | 135 km²    |
| Neffatia         | 996              | 375 km²    |
| Chahbania        | 2401             | 487 km²    |
| Total            | 79 912           | 4732,0 km² |